# Air de Cour
Ein Air de Cour ist eine französische Kunstliedform, die Ende des 16. Jahrhunderts und im 17. Jahrhundert an den Höfen der Adligen weit verbreitet war. Sein Name leitet sich vom französischen beziehungsweise englischen Begriff Air für Lied und vom französischen Begriff Cour für Hof ab. Es handelt sich meist um Liebeslieder, es gibt aber auch Trinklieder, die sogenannten Airs à Boire.

## Geschichte
In der französischen Vokalmusik waren Anfang des 16. Jahrhunderts sowohl polyphone Lieder verbreitet, die die Vertonungen anspruchsvoller Textdichtungen darstellten, als auch Volkslieder (auch voix de ville oder kurz vaudevilles genannt), die sich durch einfache Formen und Texte auszeichneten. Die komplizierten, mehrstimmigen Lieder der Renaissance wurden nach und nach in den Hintergrund gedrängt und mehr und mehr von eher einfachen, einstimmigen Liedern mit Begleitung abgelöst. In der zweiten Hälfte des 16. Jahrhunderts wurden diese Airs de Cour immer beliebter und erlebten unter der Regierung von Ludwig XIII. im 17. Jahrhundert ihre Blütezeit.
Zunächst wurden ältere, mehrstimmige Kompositionen so umgeschrieben, dass eine Singstimme von einem Tasten- oder Zupfinstrument begleitet werden konnte. Der Begriff Air de Cour taucht erstmals auf der Titelseite der Liedersammlung mit Lautenbegleitung Livre d'Airs de Cours, miz sur le luth auf, die der Pariser Verleger, Komponist und Lautenist Adrian Le Roy 1571 herausgegeben hat. Diese Sammlung enthält noch Bearbeitungen mehrstimmiger Lieder des Organisten Nicolas de la Grotte. Es etablierten sich aber mehr und mehr neuere Kompositionen, die vorwiegend mit Lautenbegleitung versehen waren. Die Begleitung wurde in der Regel in der französischen Lautentabulatur notiert.
1608 erscheint in Frankreich schließlich das erste Buch der Reihe Airs de différentes autheurs, mis en tabulature de luth par Gabriel Bataille. Im Laufe der ersten Hälfte des 17. Jahrhunderts finden die Airs de Cour (teilweise sogar mit übersetzten Texten) auch in den benachbarten Ländern, wie England, Deutschland und den Niederlanden Verbreitung.
Eine Auswahl von Airs de Cour wurde in den 1970er Jahren in Paris in zwei Sammelbänden herausgegeben.

## Form
Die Form eines Air de Cour ist verhältnismäßig einfach gestaltet. Die einstimmigen Lieder sind meist in Strophenform getextet und komponiert und haben teilweise auch einen Refrain. Die Melodien kommen in der Regel ohne Melismen und Textwiederholungen aus. Die Verse haben oft unterschiedliche Länge, und die Taktstriche orientieren sich an den Versen und nicht an der Melodie. Gelegentlich tauchen in den Kompositionen Verzierungen auf, wurden jedoch auch häufig auf mehr oder weniger virtuose Weise von den Interpreten improvisiert.

## Komponisten
Die meisten Komponisten von Airs de Cour sind im letzten Drittel des 16. Jahrhunderts geboren. Zu den bekanntesten Komponisten gehören:
- Jean de Cambefort
- Gabriel Bataille
- Jean-Baptiste Besard
- Antoine de Boësset
- Pierre Guédron
- Michel Lambert
- Sébastien Le Camus
- Étienne Moulinié

## Diskographie
- Nigel Rogers (Tenor) und Anthony Bailes (Laute): Airs de Cour (Airs à boire, Chants sous le Règne de Louis XIII). EMI Electrola 1977.